# Teresa Amatller i Cros
Teresa Amatller i Cros (Barcelona, 1 de marzo de 1873-ib., 26 de marzo de 1960) fue una empresaria y mecenas española, que dirigió la empresa chocolatera familiar, y fue fundadora del Instituto Amatller de Arte HIspánico.

## Biografía
Teresa Amatller i Cros nació en 1873, hija de Antoni Amatller i Costa y Cándida Cros i Circuns. Cuando tenía cuatro años, sus padres se separaron y ella se quedó con su padre. Antoni Amatller no volvió a casarse y Cándida Cros se marchó a vivir a Italia, si bien madre e hija siempre mantuvieron el contacto. 
Antoni Amatller era un gran aficionado a la fotografía y al arte, compartiendo con su hija numerosos viajes a países exóticos, así como la pasión por el coleccionismo.  Cuando su padre murió en 1910, Teresa Amatller, que tenía 37 años, pasó a liderar Chocolates Amatller. Su padre, en el testamento, había incluido una cláusula que especificaba que si ella moría sin descendencia, debía ceder la Casa Amatller y sus colecciones al Ayuntamiento de Barcelona para realizar el Museo Amatller.  En 1936, al inicio de la guerra civil española, se exilió en Génova donde residía su madre. En octubre de 1936 se comprometió a hacer una donación de 500.000 pesetas al bando sublevado.
En 1943 Teresa Amatller creó el Instituto Amatller de Arte Hispánico con dos objetivos principales: la conservación de la Casa Amatller y sus colecciones, y el impulso a la investigación en Historia del Arte. En 1944 fue condecorada con la encomienda de Alfonso X el Sabio por parte del ministro de Educación Nacional, José Ibáñez Martín, reconociendo su labor en la preservación y difusión de la cultura española.
Murió a finales de marzo de 1960, en Barcelona, lo que supuso el fin del régimen familiar de la empresa, ya que carecía de descendencia. De acuerdo con los deseos de su padre, Teresa Amatller donó la Casa Amatller con sus colecciones al Ayuntamiento de Barcelona. 
En el Instituto Amatller de Arte Hispánico se conserva una obra suya.